# خواكيم ماير
خواكيم ماير (بالألمانية: Joachim Maier)‏ هو أستاذ جامعي وكيميائي ألماني، ولد في 5 مايو 1955 في نوينكيرشن في ألمانيا.